# Holger Scheidt
Holger Scheidt (* 1979 in Würzburg) ist ein deutscher Jazzmusiker (Kontrabass, Komposition).

## Leben und Wirken
Scheidt, der in Süddeutschland aufgewachsen ist, spielte als Heranwachsender zunächst Rockmusik und durchlief dann eine Jazz-Grundausbildung an der Neuen Jazzschool München. Seine Studien setzte er in Montpellier an der École Regional de Jazz und in Barcelona an der Aula de Musica Morderna y Jazz bis 2003 fort, um dann in den USA Studiengänge am Berklee College of Music (Bachelor 2006) und am City College of New York (Master) zu absolvieren. Seit 2008 sind vier Alben mit seinem Werk als Komponist und Bandleader erschienen. Er spielte auch mit Benedikt Jahnel, Sebastian Merk, Ross Pederson, Kristjan Randalu, Nick Anderson, Florian Höfner, Guido May und Michael Vochezer.

## Diskographische Hinweise
- Half a Year in Half an Hour (Konnex 2008, mit Alex Terrier, Michel Reis, Anthony Pinciotti)
- Holger Scheidt and the Scene:  Flights Falls (Konnex 2011, mit Dan Tepfer, Gordon Au, Jake Hertzog, Michel Reis sowie Rich Perry bzw. Alex Terrier)
- The Tides of Life (Enja 2014, mit Gordon Au, Rich Perry, Victor Gould, Anthony Pinciotti)
- Schwimmende Elefanten (Enja 2018, mit Rich Perry, Voro Garcia, Matthias Gmelin, Peter Ehwald, Matthias Lindermayr, Marc Ayza, Ben Kraef, Florian Menzel, Anthony Pinciotti)